# Amerikaans voetbalkampioenschap 1982
In 1982 werd het vijftiende seizoen van de North American Soccer League gespeeld. New York Cosmos werd voor de vijfde maal kampioen.

## North American Soccer League

### Wijzigingen
Opgeheven teams
- Atlanta Chiefs
- California Surf
- Calgary Boomers
- Dallas Tornado
- Los Angeles Aztecs
- Minnesota Kicks
- Washington Diplomats

### Eindstand
| Plaats | Eastern Division         | Wed. | W  | V  | DV | DT | Ptn |
| ------ | ------------------------ | ---- | -- | -- | -- | -- | --- |
| 1.     | New York Cosmos          | 32   | 23 | 9  | 73 | 52 | 203 |
| 2.     | Montreal Manic           | 32   | 19 | 13 | 60 | 43 | 159 |
| 3.     | Toronto Blizzard         | 32   | 17 | 15 | 64 | 47 | 151 |
| 4.     | Chicago Sting            | 32   | 13 | 19 | 56 | 67 | 129 |
| Plaats | Southern Division        | Wed. | W  | V  | DV | DT | Ptn |
| 1.     | Fort Lauderdale Strikers | 32   | 18 | 14 | 64 | 74 | 163 |
| 2.     | Tulsa Roughnecks         | 32   | 16 | 16 | 69 | 57 | 151 |
| 3.     | Tampa Bay Rowdies        | 32   | 12 | 20 | 47 | 77 | 112 |
| 4.     | Jacksonville Tea Men     | 32   | 11 | 21 | 41 | 71 | 105 |
| Plaats | Western Division         | Wed. | W  | V  | DV | DT | Ptn |
| 1.     | Seattle Sounders         | 32   | 18 | 14 | 72 | 48 | 166 |
| 2.     | San Diego Sockers        | 32   | 19 | 13 | 71 | 54 | 162 |
| 3.     | Vancouver Whitecaps      | 32   | 20 | 12 | 58 | 48 | 160 |
| 4.     | Portland Timbers         | 32   | 14 | 18 | 49 | 44 | 122 |
| 5.     | San Jose Earthquakes     | 32   | 13 | 19 | 47 | 62 | 114 |
| 6.     | Edmonton Drillers        | 32   | 11 | 21 | 38 | 65 | 93  |

Notities
- De punten telling:
  - Overwinning: 6 punten
  - Verlies: 0 punten
  - Doelpunten voor (maximaal 3 ptn per wedstrijd): 1 punt

### Playoffs
De acht beste teams van alle drier de divisies spelen tegen elkaar in de playoffs.
| Kwartfinale              | Kwartfinale              | Kwartfinale   |
| Team 1                   | Team 2                   | Uitslag       |
| ------------------------ | ------------------------ | ------------- |
| New York Cosmos          | Tulsa Roughnecks         | 5-0, 0-1, 1-0 |
| Seattle Sounders         | Toronto Blizzard         | 4-2, 1-2, 4-2 |
| Fort Lauderdale Strikers | Montreal Manic           | 2-3, 1-0, 4-1 |
| San Diego Sockers        | Vancouver Whitecaps      | 5-1, 0-1, 2-1 |
| Halve Finale             |                          |               |
| Team 1                   | Team 2                   | Uitslag       |
| New York Cosmos          | San Diego Sockers        | 2-1, 2-1      |
| Seattle Sounders         | Fort Lauderdale Strikers | 2-0, 3-4, 1-0 |
| Finale                   |                          |               |
| Team 1                   | Team 2                   | Uitslag       |
| New York Cosmos          | Seattle Sounders         | 1-0           |

## Individuele prijzen
| Prijs                | Naam                                            | Team                          |
| -------------------- | ----------------------------------------------- | ----------------------------- |
| Most Valuable Player | Peter Ward                                      | Seattle Sounders              |
| Topscorer            | Giorgio Chinaglia (20) Karl-Heinz Granitza (20) | New York Cosmos Chicago Sting |
| Beste nieuwkomer     | Pedro DeBrito                                   | Tampa Bay Rowdies             |